# Інгленд (Арканзас)
Інгленд (англ. England) — місто (англ. city) в США, в окрузі Лоноук штату Арканзас. Населення — 2477 осіб (2020).

## Географія
Інгленд розташований на висоті 70 метрів над рівнем моря за координатами 34°32′46″ пн. ш. 91°58′8″ зх. д. / 34.54611° пн. ш. 91.96889° зх. д. (34.546104, -91.969014). За даними Бюро перепису населення США в 2010 році місто мало площу 5,63 км², уся площа — суходіл.

## Демографія
Згідно з переписом 2010 року, у місті мешкало 2825 осіб у 1155 домогосподарствах у складі 760 родин. Густота населення становила 502 особи/км². Було 1279 помешкань (227/км²).
Расовий склад населення:
| - 64,1 % — білих - 33,6 % — чорних або афроамериканців - 0,2 % — корінних американців - 0,1 % — азіатів |

До двох чи більше рас належало 1,3 %. Іспаномовні складали 1,9 % від усіх жителів.
За віковим діапазоном населення розподілялося таким чином: 25,1 % — особи молодші 18 років, 57,6 % — особи у віці 18—64 років, 17,3 % — особи у віці 65 років та старші. Медіана віку мешканця становила 38,7 року. На 100 осіб жіночої статі у місті припадало 83,9 чоловіків; на 100 жінок у віці від 18 років та старших — 78,8 чоловіків також старших 18 років.
Середній дохід на одне домашнє господарство становив 44 476 доларів США (медіана — 31 577), а середній дохід на одну сім'ю — 55 799 доларів (медіана — 45 917). Медіана доходів становила 45 833 долари для чоловіків та 31 280 доларів для жінок. За межею бідності перебувало 29,9 % осіб, у тому числі 46,4 % дітей у віці до 18 років та 15,7 % осіб у віці 65 років та старших.
Цивільне працевлаштоване населення становило 1081 осіб. Основні галузі зайнятості: освіта, охорона здоров'я та соціальна допомога — 28,0 %, роздрібна торгівля — 14,9 %, виробництво — 13,7 %.
За даними перепису населення 2000 року в Інглені мешкало 2972 особи, 830 сімей, налічувалося 1183 домашніх господарств і 1305 житлових будинків. Середня густота населення становила близько 619,2 людини на один квадратний кілометр. Расовий склад Інгленда за даними перепису розподілився таким чином: 65,51 % білих, 33,18 % — чорних або афроамериканців, 0,37 % — корінних американців, 0,10 % — азіатів, 0,74 % — представників змішаних рас, 0,10 % — інших народів. Іспаномовні склали 0,84 % від усіх жителів міста.
З 1183 домашніх господарств в 32,6 % — виховували дітей віком до 18 років, 46,7 % представляли собою подружні пари, які спільно проживали, в 19,8 % сімей жінки проживали без чоловіків, 29,8 % не мали сімей. 26,7 % від загального числа сімей на момент перепису жили самостійно, при цьому 13,7 % склали самотні літні люди у віці 65 років та старше. Середній розмір домашнього господарства склав 2,51 особи, а середній розмір родини — 3,03 особи.
Населення міста за віковим діапазоном за даними перепису 2000 року розподілилося таким чином: 27,1 % — жителі молодше 18 років, 9,3 % — між 18 і 24 роками, 26,6 % — від 25 до 44 років, 20,8 % — від 45 до 64 років і 16,2 % — у віці 65 років та старше. Середній вік мешканця склав 36 років. На кожні 100 жінок в Інгленді припадало 83,9 чоловіків, у віці від 18 років та старше — 78,7 чоловіків також старше 18 років.
Середній дохід на одне домашнє господарство в місті склав 28 516 доларів США, а середній дохід на одну сім'ю — 34 335 доларів. При цьому чоловіки мали середній дохід в 26 449 доларів США на рік проти 18 500 доларів середньорічного доходу у жінок. Дохід на душу населення в місті склав 14 095 доларів на рік. 14,7 % від усього числа сімей в населеному пункті і 17,9 % від усієї чисельності населення перебувало на момент перепису населення за межею бідності, при цьому 21,9 % з них були молодші 18 років і 21,8 % — у віці 65 років та старше.